# 204-та бригада тактичної авіації (Україна)
204-та Севастопольська бригада тактичної авіації (204 БрТА, в/ч А0959) — авіаз'єднання винищувальної авіації Повітряних Сил Збройних Сил України. Бригада дислокується на Луцькій авіабазі. Озброєна винищувачами МіГ-29.
До 2014 року частина базувалася в Криму на аеродромі Бельбек, проте після окупації півострова Росією боєздатна її авіація була втрачена. Бригаду й небоєздатні винищувачі передислокували до Миколаєва на аеродром Кульбакине, де за 4 роки бригада відновила й отримала з ремонтних заводів близько 20 винищувачів МіГ-29. У 2018 році бригада передислокована до Луцької авіабази. З 2022 року бере участь у відсічі російського вторгнення.

## Історія
В січні 1992 року особовий склад 62-го змішаного авіаційного полку склав присягу на вірність українському народові.
У 1990-х рр. літаки Су-15ТМ були замінені на Су-27.
10 грудня 1996 року полку присвоєно почесне найменування «Севастопольський». На той час полк перебував у складі 5-го авіаційного корпусу.
Після розформування в 1996 році 100-го окремого корабельного винищувального авіаційного полку його літаки МіГ-29 були передані до 62-го винищувального авіаполку. У 1998 році їх перегнали з аеродрому в Саках на аеродром Бельбек.
30 жовтня 2000 року 62-й Севастопольський авіаполк реорганізовано в 9-ту винищувальну Севастопольську авіаційну бригаду. З січня 200? року ця бригада підпорядкована Повітряному командуванню «Південь» Повітряних Сил Збройних Сил України, тактична група «Крим».
23 червня 2006 року бригаду реорганізовано у 204-ту авіаційну Севастопольську бригаду винищувальну, яку вже 27 грудня 2007 переформовано у 204-ту Севастопольську бригаду тактичної авіації.
У 2011 році три екіпажі літаків МіГ-29 бригади брали участь у військовому параді на честь 20-ї річниці Незалежності України.

### Бойове чергування під час Євро-2012
У 2012 році бригада виконувала бойове чергування з охорони повітряного простору України під час Євро-2012. До несення чергування в період проведення Євро-2012 у авіаційних частинах повітряного командування «Південь» було підготовлено 12 екіпажів. Авіатори були готові протидіяти швидкісним й малошвидкісним повітряним цілям вдень та вночі.
28 травня 2012 року пройшло командно-штабне навчання, в рамках якого відпрацьовувались можливості з'єднання у випадку оперативного розгортання військ. Крім того, було перевірено рівень готовності сил та засобів до виконання завдань за призначенням. Програму навчально-тренувальних польотів льотчики виконували на літаках МіГ-29 та Л-39.

### Російсько-українська війна
Станом на початок 2014 року боєготовність авіапарку 204-ї бригади була вкрай низькою: бойові завдання могли виконувати 5 літаків. Формально, на озброєнні перебувало близько 45—52 винищувачів МіГ-29 і МіГ-29УБ, а також чотири навчально-тренувальних літака L-39M1, що були модернізовані в Одесі. Проте в льотному стані перебували 12 літаків МіГ-29 та МіГ-29УБ, з них до бойового застосування були придатні тільки три МіГ-29, один МіГ-29УБ і один L-39M1.
У лютому 2014 року росіяни почали окупацію Криму. Увечері 27 лютого в районі авіабази Бельбек з'явилися 16 «Уралів» і 6 БТРів з близько 500 озброєними солдатами без знаків розрізнення — російськими окупаційними військами, на той час відомими як «зелені чоловічки». О 3 годині ночі 28 лютого вони захопили аеродром. Російські солдати перекрили доступ особовому складу бригади до стоянок літаків, а також вивели з ладу всі чотири винищувача, що залишалися справними: у літаків були прострелені колеса, а повітрозабірники закидані щебенем. 22 березня 204-та бригада остаточно була захоплена російськими спецпризначенцями. До 26 числа тримали затриманим її командира полковника Юлія Мамчура.
У квітні 2014 року бригада почала передислокацію на аеродром Кульбакине біля Миколаєва, та вивезення своєї авіаційної техніки і майна. Близько половини особового складу бригади зрадили українській присязі й перейшли на службу у ВПС Росії. Не зрадили присязі понад 240 військовослужбовців або 38 % особового складу, третина з яких була севастопольцями, та 11 з 21 пілотів.
7 квітня заступник начальника головного командного центру Збройних сил України генерал-майор Олександр Розмазнін сказав, що винищувачі будуть вивозити розібраними, наземним транспортом.
З 10 квітня 2014 року, за узгодженням з російською стороною, представники Повітряних сил України приступили до операції з вивезення своєї авіаційної техніки та майна з Криму. Бригада була передислокована до Миколаєва. З території АР Крим було вивезено 43 МіГ-29 та МіГ-29УБ, а також 1 L-39M1. При цьому 9 літаків МіГ-29 та 3 одиниці L-39, які перебували в найкращому стані, росіяни залишили в окупованому Криму, а всі повернуті літаки були розукомплектованими: в кожному з них не вистачало до 11 технічних блоків. Також вдалось вивезти авіаційний тренажер та бойовий прапор частини.

### Війна на сході України
У квітні 2014 року передача військової техніки України за рішенням міністра оборони РФ Сергія Шойгу була припинена в зв'язку з початком війни на сході України. Таким чином у Бельбеці залишилися 7 українських МіГ-29 (б/н 01,07,18,19,20,22,40), 2 МіГ-29УБ (б/н 84,85) й 3 L-39M1 (б/н 102, 103, 104), нещодавно модернізованих та тих, які були в найкращому стані.
15 листопада 2017 Кабінет міністрів України за пропозицією Міністерства оборони ухвалив рішення щодо передислокації військової частини А0959 з Миколаєва до Луцька. Передислокація здійснюється для нарощування протиповітряної оборони держави на північно-західному напрямку.
15 лютого 2018 року Інспекційна група Головної інспекції Міністерства оборони України під керівництвом генерал-майора Валерія Романюка здійснила перевірку бригади на аеродромі Кульбакине біля Миколаєва. Під час перевірки військові інспектори оцінили організацію роботи усіх служб бригади за основними напрямками. Основну увагу представники Міністерства оборони України зосередили на якості несення бойового чергування та організації внутрішньої служби. Також авіатори практично виконали комплекс заходів щодо приведення військової частини у вищу ступінь бойової готовності.
У травні 2018 року було повідомлено, що бригаду заплановано передислокувати до м. Луцьк.
31 липня 2018 року перший борт зі складу 204-ї бригади, навчально-бойовий літак Л-39 «Альбатрос», прилетів на Луцький військовий аеродром з аеродрому Кульбакине (Миколаїв). За сталою традицією перед посадкою він здійснив ефектний привітальний прохід над магістральною руліжною доріжкою та центральною заправочною аеродрому, який закінчився виконанням фігури пілотажу «бочка».
21 вересня 2018 року на Волині урочисто зустріли Севастопольську бригаду тактичної авіації імені Олександра Покришкіна повітряного командування «Захід» Повітряних Сил Збройних Сил України.
2 листопада 2020 року освячено місце під капличку для задоволення духовних потреб особового складу бригади.
У грудні 2018 року в окупованому Бельбеку (Севастополь, АР Крим) один МіГ-29УБ (б/н 85) та один L-39M1 (б/н 102) 204-ї бригади росіяни встановили як музейні експонати на території гарнізону, на них нанесли російські розпізнавальні знаки.

### Російське вторгнення 2022 року
У жовтні 2022 року повідомлялося, що пілоти бригади збили 3 російських БпЛА Шахед-136, а ще 3 були збиті силами 302 зенітного ракетного полку.
12 жовтня 2022 року пілот бригади Вадим Ворошилов був змушений катапультуватися на Вінниччині. Того дня він збив 5 дронів-камікадзе, а напередодні дві російські крилаті ракети.

## Оновлення льотного складу
Станом на 2012 рік перед бригадою було поставлене завдання щодо відновлення навичок льотного складу за видами підготовки та різними метеоумовами, а також активно вести підготовку молодого льотного складу.[джерело?] Бригада входила до складу Сил швидкого реагування, несла бойове чергування в системі ППО.
Протягом 2012 року (до листопада) до складу Севастопольської бригади тактичної авіації повітряного командування «Південь» було передано після модернізації два відновлених літака МіГ-29.
У листопаді 2012 року з Одеси на військовий аеродром «Бельбек» також прибули два літаки Л-39М1.
18 грудня 2012 року бригада додатково оновила свій льотний склад — з державних авіаремонтних підприємств отримано два навчально-тренувальних літаки Л-39М1 та навчально-бойовий МіГ-29УБ.
Станом на кінець 2013 року льотний склад бригади оновлено на 7 літаків двох типів.
За даними каналу «Військова історія України», у 2014—2018 роках бригада отримала у стрій близько 20 літаків, відновлених силами ТЕЧ та авіаремонтних заводів:
|      | МіГ-29                                                  | МіГ-29УБ        | L-39M1                       |
| ---- | ------------------------------------------------------- | --------------- | ---------------------------- |
| 2014 | 3 шт (17 синій, 28 синій, 41 білий)                     | 1 шт (82 білий) |                              |
| 2015 | 5 шт (06 синій, 10 синій, 16 синій, 43 білий, 45 білий) | 1 шт (86 білий) |                              |
| 2016 | 4 шт.                                                   |                 |                              |
| 2017 | 2+ шт (47 білий)                                        |                 |                              |
| 2018 | 2 шт (07 білий, 08 білий)                               |                 | 2 шт. (101 синій, 105 синій) |

Влітку 2018 року Львівський державний авіаційно-ремонтний завод завершив роботи з ремонту та модернізації винищувача МіГ-29УБ. Бойовий літак (б/н 83) був переданий до 204-ї бригади тактичної авіації.[джерело?]
1 грудня 2018 року Президент України Петро Порошенко передав озброєння та військову техніку командирами військових підрозділів та бойових машин. Глава держави вручив відповідні сертифікати на техніку. 204-та бригада тактичної авіації отримала 2 відремонтованих МіГ-29 (б/н 48, б/н 49).
В грудні 2019 року бригада отримала 2 бойових винищувачі МіГ-29 (б/н 46) та МіГ-29УБ (б/н 81), після капітального ремонту.
В липні 2020 року бригада отримала капітально відремонтований на ЛДАРЗ винищувач МіГ-29 (б/н 35), який був вивезений із Криму у 2014 році.
22 грудня 2020 року бригаді передали відремонтований після пошкодження під час аварійної посадки на військовому аеродромі в Мелітополі винищувач МіГ-29 (б/н 47).
23 грудня 2021 року ЛДАРЗ передав 204-й бригаді тактичної авіації винищувач МіГ-29 (б/н 36) після капітального ремонту.

## Навчання

### «Безпечне небо-2011»
9 червня 2011 року льотчики тактичної авіації готувалися до участі в українсько-американсько-польському навчанні авіаційних підрозділів «Безпечне небо-2011» та до комплексу тактичних навчань «Адекватне реагування-2011». У рамках підготовки до навчань льотчики бригади тактичної авіації виконали понад 20 польотів на літаках МіГ-29. Загалом у польотах брали участь чотири літаки МіГ-29. У польотах в Криму також брали участь льотчики Івано-Франківської бригади тактичної авіації. Льотчики виконували польоти вдень і вночі у складних метеорологічних умовах.
Льотчики бригади також брали участь у російсько-українському навчанні «Фарватер миру-2011».

### «Перспектива-2012»
На Ангарському полігоні в Криму двійка літаків Л-39 «Альбатрос» взяла участь у ротно-тактичному навчанні як штурмовики, які мали завдати вогневе ураження виявленому на плато незаконному збройному формуванню. Керували літаками молоді льотчики-винищувачі бригади — лейтенанти Олександр Залізко і Антон Генов. Поруч з ними в кабіні інструкторами були досвідчені пілоти з'єднання. Під час комплексу дослідницьких та експериментальних командно-штабних навчань з органами військового управління «Перспектива-2012» було задіяно 90 відсотків льотного складу бригади. Ці ротні тактичні навчання проводились згідно з організаційно-методичними вказівками начальника Генерального штабу ЗС України на друге півріччя 2012 року, що передбачають спрямування зусиль саме на міжвидову підготовку військ.

## Структура

### 2019
- управління (штаб)
- 1-ша авіаційна ескадрилья
  - авіаційна ланка
  - авіаційна ланка
  - авіаційна ланка
- 2-га авіаційна ескадрилья
  - авіаційна ланка
  - авіаційна ланка
  - авіаційна ланка
- батальйон аеродромно-технічного забезпечення[33]
  - аеродромно-експлуатаційна рота
  - технічна рота
  - група газозабезпечення
- батальйон зв'язку та радіотехнічного забезпечення
  - рота зв'язку
  - рота зв'язку та радіотехнічного забезпечення
- рота охорони
- рота РХБ захисту
- ТЕЧ авіаційної та автомобільної техніки
- група підготовки та регламенту
- пожежна команда
- медпункт

## Командування
- 2004—2009: полковник Черненко Василь Іванович
- 2011—2013: полковник Марченко Олексій Станіславович[34]
- 2013—2014: полковник Мамчур Юлій Валерійович
- 2014—2015: підполковник Фединський Максим Ігорович[джерело?]
- 2015—2019: полковник Кисельов Ігор Леонідович[35][36]
- з 2019: полковник Меретін Віктор Петрович[36]

## Втрати
- 2 грудня 2014 — Бенера Іван Іванович, старший лейтенант. Загинув під Авдіївкою.
- 31 січня 2018 — Пуцулай Ян Георгійович, солдат. Загинув під Авдіївкою.
- 9 березня 2022 — Лисенко Євген Вадимович. Загинув у повітряному бою поблизу Житомира.[37]
- 11 березня 2022 — Давидюк Дмитро Петрович, капітан. Загинув під час ракетного удару по аеропорту в Луцьку.[38]
- 23 березня 2022 — Чумаченко Дмитро Романович, капітан. Загинув над Житомирщиною.
- 8 серпня 2022 — Листопад Антон Валентинович, капітан.[39]
- 25 вересня 2022 — Редькін Тарас Вікторович, майор.

## Традиції
10 грудня 1996 року, у зв'язку з 55-річчям утворення полку, 62-му винищувальному авіаційному полку 5-го авіаційного корпусу Військово-Повітряних Сил України було присвоєно почесне найменування «Севастопольський».
26 вересня 2013 року президент України Віктор Янукович підписав указ, яким присвоїв 204-й Севастопольській бригаді тактичної авіації на той момент ПвК «Південь» Повітряних Сил ЗС України ім'я Олександра Покришкіна і постановив надалі іменувати її — 204 Севастопольська бригада тактичної авіації імені Олександра Покришкіна Повітряних Сил України.
4 серпня 2023 року указом президента України Володимира Зеленського указ щодо присвоєння 204-й Севастопольській бригаді тактичної авіації імені Олександра Покришкіна був визнаний таким, що втратив чинність.
5 серпня 2023 року 204-та Севастопольська бригада тактичної авіації Повітряних Сил Збройних Сил України указом президента України Володимира Зеленського відзначена почесною відзнакою «За мужність та відвагу».
Символіка
В середині листопада 2020 року 204-та Севастопольська бригада тактичної авіації отримала нову емблему. Нарукавний знак виконаний у кольорах притаманних авіації Повітряних Сил ЗС України. Знак виконано у вигляді геральдичного щита зі світло-сірим кантом. Центральним елементом є стилізоване зображення срібного грифона, що пікірує.

## Вшанування

### Нагороджені
Найвищими державними нагородами відзначені:
- Лисенко Євген Вадимович (1994—2022) — майор, командир ескдрильї. Герой України (2023, посмертно).
- Месь Олексій Сергійович (1993—2024) — полковник (посмертно), командир ескадрильї. Герой України (2025, посмертно).